# Arturo Soto Rangel
Arturo Soto Rangel (León, Guanajuato, 12 de marzo de 1882-Ciudad de México, 25 de mayo de 1965) fue un actor mexicano.

## Biografía y carrera
Arturo Soto Rangel nació el 12 de marzo de 1882 en León, Guanajuato. En su juventud, se trasladó a vivir a Ciudad de México, donde se ganó la vida trabajando en diversos oficios. A la par, persiguió una carrera como actor de carpas, hasta que a finales de la década de 1930, comenzó a participar como extra en películas. 

### Muerte
El 25 de mayo de 1965, Rangel falleció en la Ciudad de México a los 83 años de edad.

## Filmografía

### Cine
- 1951- Las Islas Marías
- 1951- Las mujeres de mi general
- 1951- Camino del infierno
- 1951- ¡Ay amor, cómo me has puesto!
- 1951- Víctimas del pecado
- 1951- Amar fue su pecado
- 1951- Deseada
- 1951- El infierno de los pobres
- 1949- Rondalla
- 1945 - Las abandonadas
- 1941- El gendarme desconocido
- 1939- Juntos, pero no revueltos

## Premios y nominaciones

### Premios Ariel
| Año  | Categoría       | Película        | Resultado |
| ---- | --------------- | --------------- | --------- |
| 1949 | Actor de cuadro | Maclovia        | Ganador   |
| 1947 | Actor de cuadro | Las abandonadas | Nominado  |